# Cloniophorus glaberrimus
Cloniophorus glaberrimus là một loài bọ cánh cứng trong họ Cerambycidae.